# Trương Thụy Mẫn
Trương Thụy Mẫn (tiếng Trung: 张瑞敏; sinh ngày 5 tháng 1 năm 1949) là nhà sáng lập Tập đoàn Haier. Ông hiện là Chủ tịch Hội đồng quản trị kiêm Tổng giám đốc điều hành Tập đoàn Haier.
Ông Trương từng được bổ nhiệm làm giám đốc Xưởng Thiết bị lạnh Thanh Đảo, tiền thân của Tập đoàn Haier, vào tháng 12 năm 1984. Năm 1988, dưới sự lãnh đạo của ông, Haier giành được huy chương vàng quốc gia về chất lượng trong lịch sử ngành công nghiệp thiết bị lạnh của Trung Quốc.
Trương Thụy Mẫn đã chuyển đổi Haier từ một xưởng hợp tác xã nhỏ và thất bại trở thành nhãn hiệu hệ sinh thái Internet Vạn Vật (IoT).
Năm 1998, Trương Thụy Mẫn phát biểu tại Đại học Harvard, trở thành lãnh đạo doanh nghiệp Trung Quốc đầu tiên xuất hiện tại bục diễn giả Harvard. Ông gây được sự chú ý về cách quản lý và được tán dương tại quê nhà cũng như hải ngoại về những cải tiến mô hình quản lý liên tục. Ông sáng tạo ra mô hình Nhân Đơn Hợp Nhất (人单合一) – bao gồm tư tưởng và mô hình quản trị với đặc trưng Trung Quốc có thể áp dụng trên toàn cầu. Cố vấn Gary Hamel người Mỹ mô tả ông Trương là "đại diện CEO của kỷ nguyên Internet".

## Tác phẩm đã xuất bản

### Phim điện ảnh
- C.E.O. (phim năm 2002) của đạo diễn Wu Tianming

### Sách tiểu sử
- Hu Yong. Thus Spoke Zhang Ruimin
- Hu Yong. Zhang Ruimin’s Management Journal (Management Journal of Famous Chinese Business Leaders Series)

### Truyện tranh manga
- A Challenge of China’s No. 1 CEO